# Prosorhynchus gonoderus
Prosorhynchus gonoderus är en plattmaskart. Prosorhynchus gonoderus ingår i släktet Prosorhynchus och familjen Bucephalidae. Inga underarter finns listade i Catalogue of Life.